# Dobry wieczór we Wrocławiu

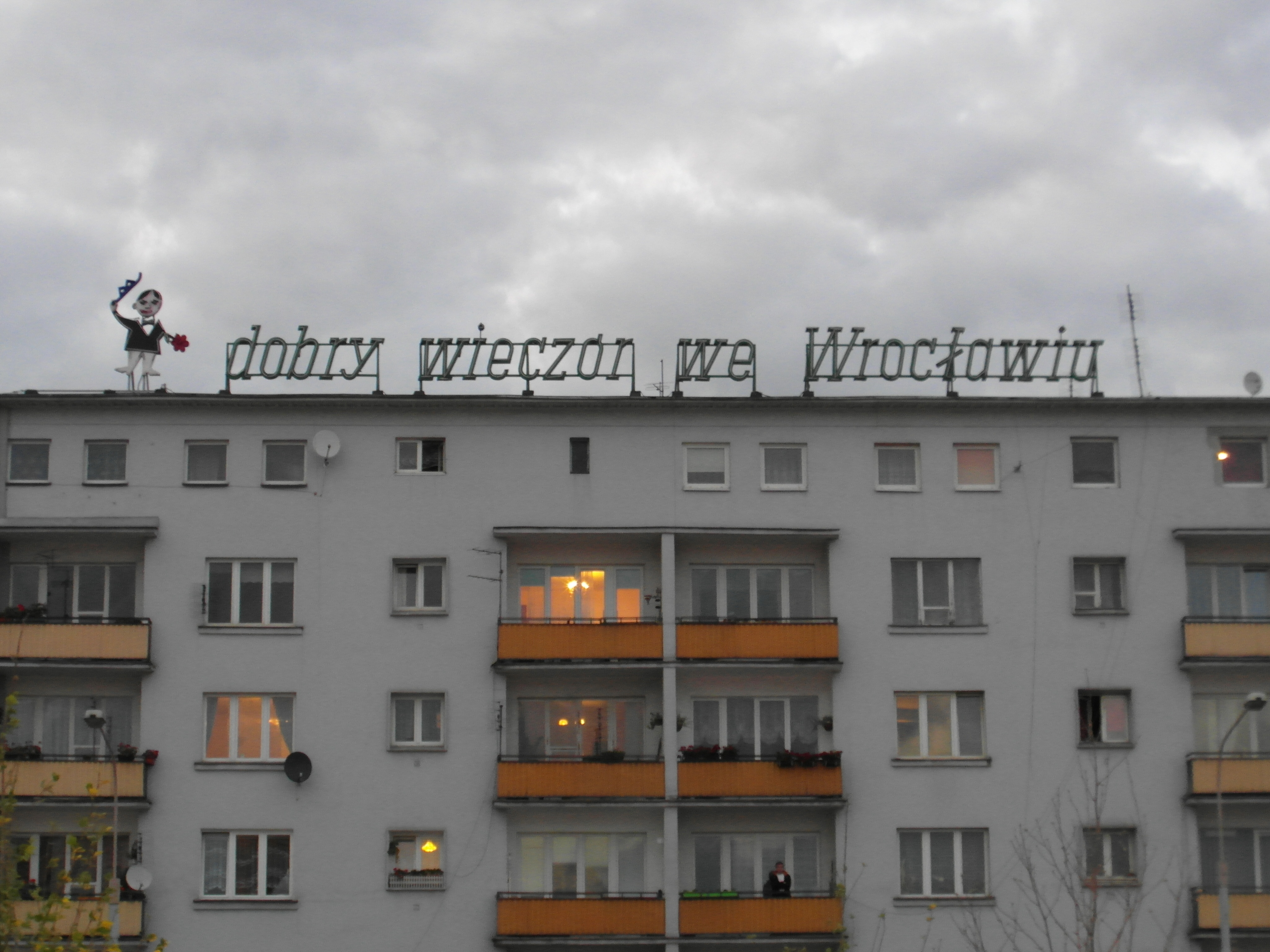

Dobry wieczór we Wrocławiu – neon znajdujący się na dachu bloku mieszkalnego przy ul. Piłsudskiego 106–114 we Wrocławiu. Neon jest zrealizowany w formie dwuipółmetrowej postaci ludzkiej z kwiatkiem w jednej ręce i uchylanym kapeluszem w drugiej oraz samym napisem „dobry wieczór we Wrocławiu” po prawej stronie.

## Historia

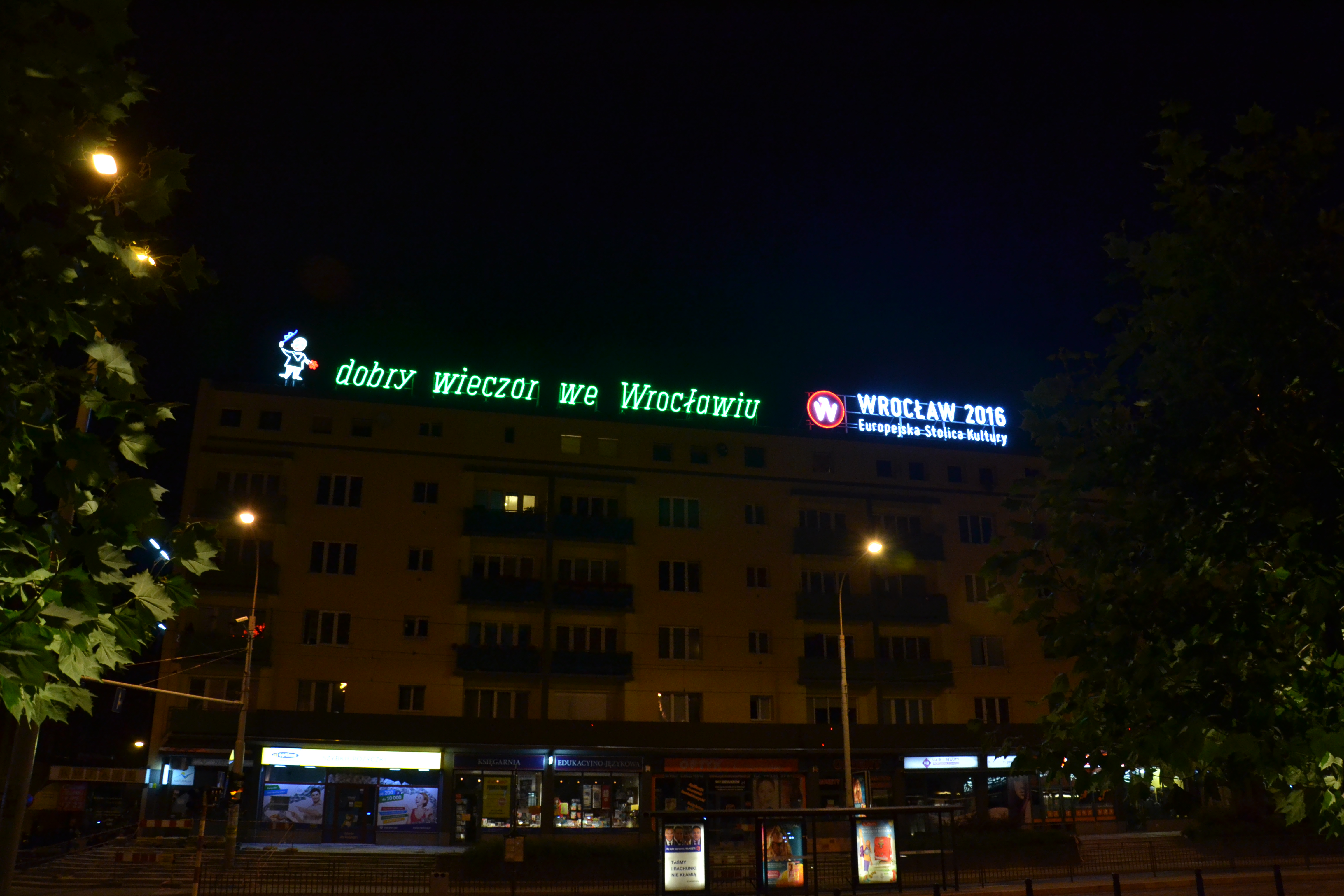

Autorem projektu neonu był architekt Janusz Tarantowicz; projekt zatwierdzono w 1960 roku. Neon został wykonany i umieszczony na budynku naprzeciwko Dworca Głównego na początku 1962 roku. Instalacja była pierwszym neonem tej wielkości w mieście; działał on wówczas sekwencyjnie. Na początku lat 80. XX wieku, kiedy podjęto pomysł przebudowy budynku i adaptacji strychu budynku, na którym się znajdował (zamontowany był bowiem wówczas na frontowej ścianie budynku, a ludzka postać – znacznie większa, niż obecnie – znajdowała się częściowo poniżej krawędzi dachu. W związku z przebudową budynku zdecydowano o przeniesieniu neonu na dach, co Naczelny Plastyk Wrocławia zatwierdził 16 sierpnia 1984 roku. Jerzy Werszler zrealizował nową wersję neonu, w której postać jest mniejsza i w całości znajduje się na dachu. Realizację przebudowy rozpoczęto wraz z przebudową strychów budynku prawdopodobnie około 1985 roku, usuwając z fasady budynku część przedstawiającą ludzką postać, a nową postać ludzką dodano po roku 1989, ale nie później niż w 1995.
Losy starej wersji neonu nie są znane. Nowa wersja działała do początków XXI wieku. Po reorganizacji PKP neon przeszedł w ręce PKP Energetyka, która zdecydowała o przekazaniu go bądź likwidacji. Nie udało się wówczas znaleźć chętnych do przejęcia utrzymania neonu, nie zgodziła się na to też z przyczyn finansowych wspólnota mieszkaniowa budynku, na którym się on znajduje. W efekcie neon wyłączono.
W 2009 roku powstało stowarzyszenie miłośników neonu, stawiające sobie za cel odnowę zabytku. Ostatecznie po remoncie neon został uruchomiony 1 października 2010 roku o godzinie 20:15. Za remont neonu zapłacił Aquapark Wrocław, który umieścił na budynku także swój neon reklamowy.
W 1976 roku powstała piosenka o neonie – „Neonowy Pan”, która została nagrodzona w konkursie „Wrocławska Piosenka”. W roku 2013 utwór w nowej aranżacji nagrał wrocławski zespół Eklektik Session.